# Amtsgericht Rinteln

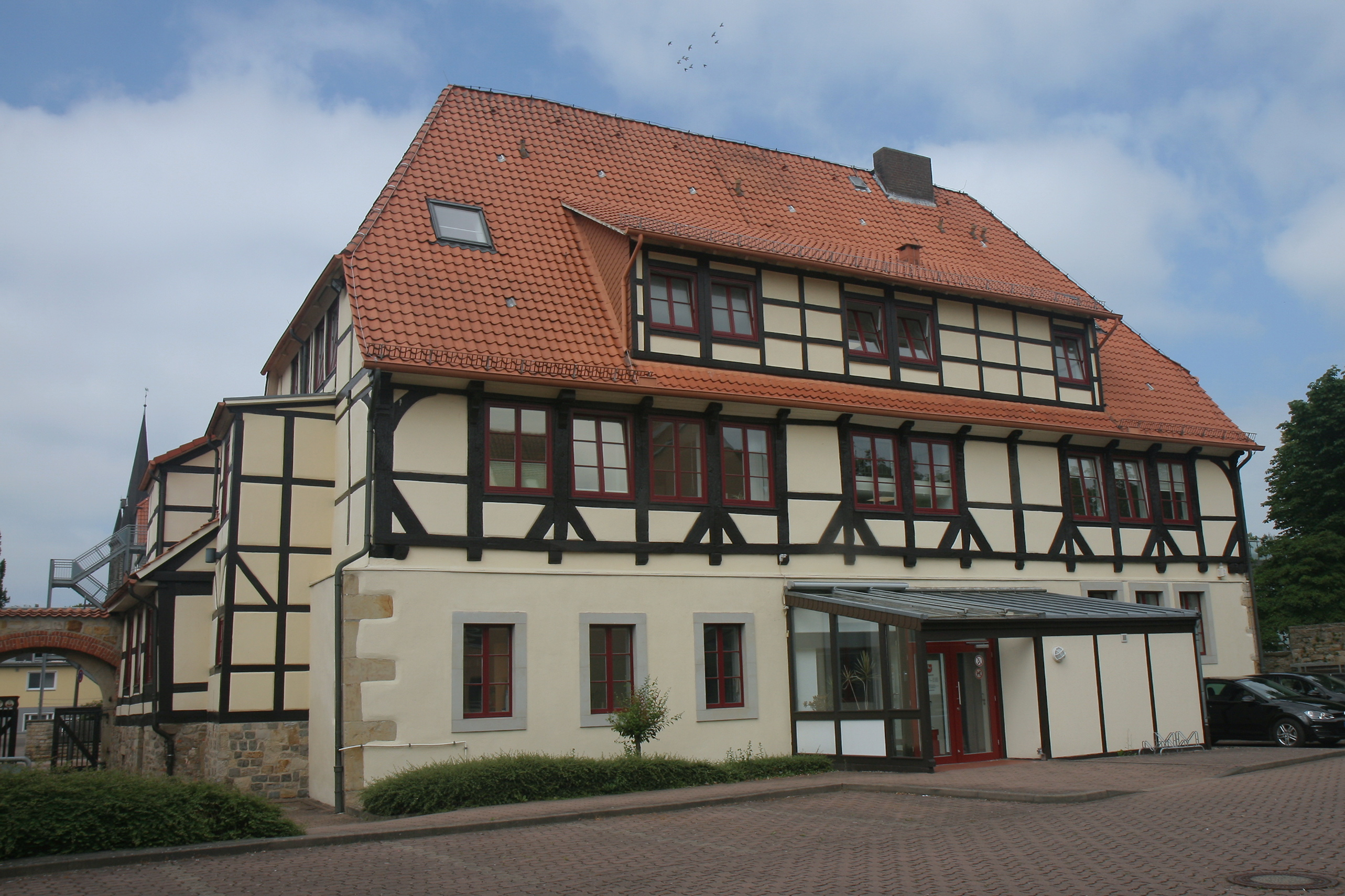
Gerichtsgebäude

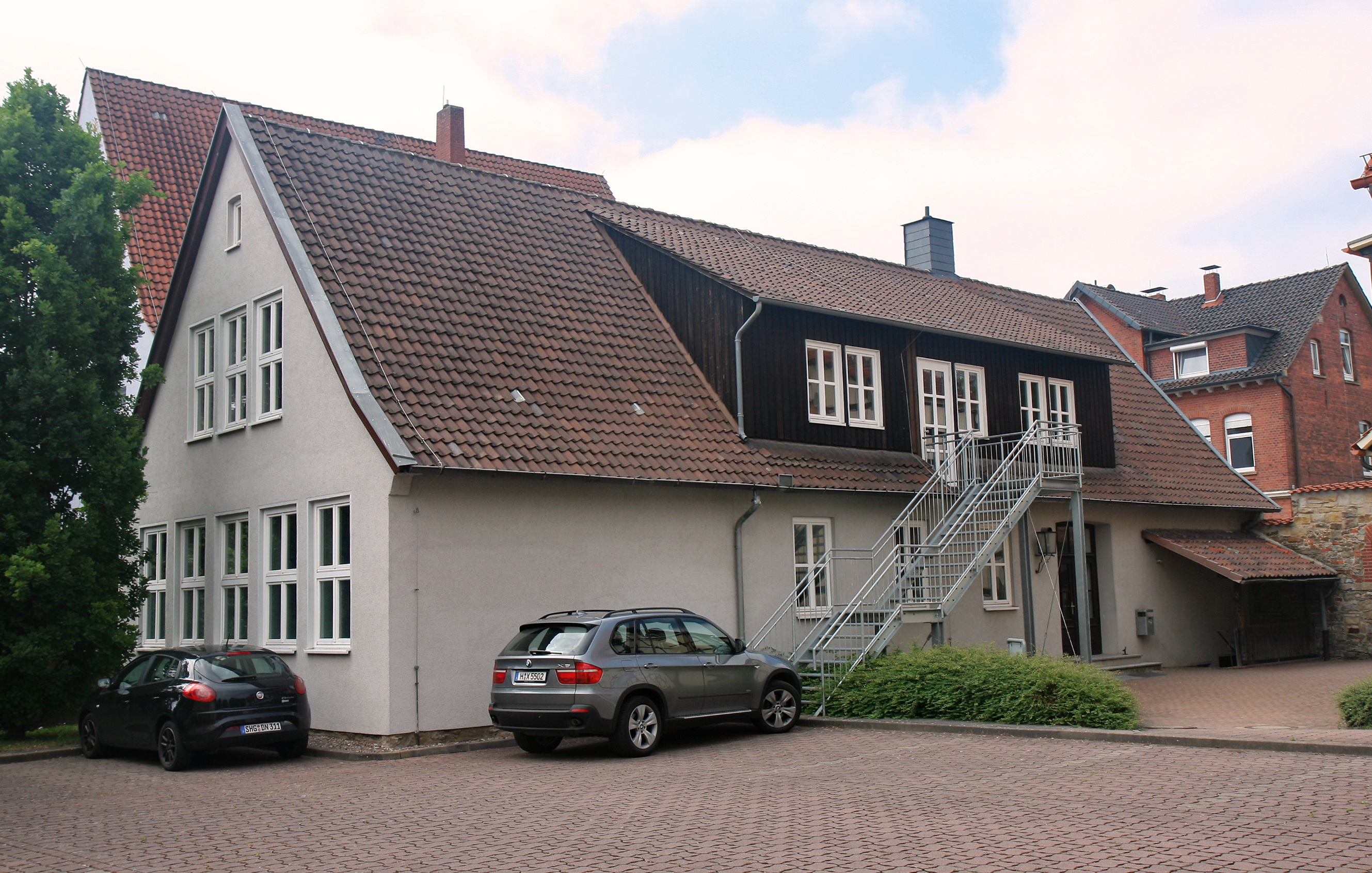
Nebengebäude mit Sitzungssälen

Das Amtsgericht Rinteln ist eines von drei Amtsgerichten im Landgerichtsbezirk Bückeburg. Es hat seinen Sitz in Rinteln in Niedersachsen.
Das Amtsgericht Rinteln ist zuständig für die Stadt Rinteln. Ihm ist das Landgericht Bückeburg übergeordnet. Zuständiges Oberlandesgericht ist das Oberlandesgericht Celle. Für Insolvenzverfahren ist das Amtsgericht Bückeburg zuständig, das Handels- und Genossenschaftsregister hat das Amtsgericht Stadthagen übernommen.
Im Amtsgericht Rinteln arbeiten 25 Mitarbeiter, darunter drei Richter und vier Rechtspfleger.

## Geschichte
In Rinteln wird seit dem Mittelalter Recht gesprochen. Seit der Teilung in einen hessischen und einen lippeschen Landesteil 1640 befand sich in Rinteln das hessische Gericht für die Grafschaft Schaumburg.
Die Neuregelung des Justizwesens im Königreich Westphalen 1807 führte zu der Trennung von Rechtsprechung und Verwaltung. Der Kanton Rinteln im Distrikt Rinteln im Departement der Weser war nun für die Verwaltung zuständig. Die Gerichte waren analog aufgebaut. Auf Ebene des Kantons Rinteln bestand das Friedensgericht Rinteln als Gericht erster Instanz. Das Distriktgericht Rinteln war das Gericht zweiter Instanz, das für die Friedensgerichte im Distrikt zuständig war. Darüber stand der Appellationshof Kassel, der unter anderem für das Departement der Weser zuständig war.
Mit dem Ende des Königreichs Westphalen im Jahre 1813 wurde die Trennung von Rechtsprechung und Verwaltung rückgängig gemacht und das Kurfürstentum Hessen führte 1814 die Grafschaft Schaumburg wieder ein.
Für die Grafschaft Schaumburg bestand in Kurhessen das Obergericht für die Grafschaft Schaumburg als Gericht zweiter Instanz. Ab 1821 waren auch in Kurhessen Verwaltung und Rechtsprechung wieder getrennt. Für die Rechtsprechung in erster Instanz war das Justizamt Rinteln zuständig.
Nach dem Deutschen Krieg 1866 erfolgte die Annexion Kurhessens durch Preußen. Das Justizamt Rinteln wurde aufgehoben und das königlich preußische Amtsgericht Rinteln wurde an seiner statt eingerichtet. Auch das Obergericht in Rinteln wurde aufgehoben und hatte vor Ort keinen Nachfolger.
Das Amtsgericht Rinteln wurde dem Landgericht Hannover untergeordnet. 1952 wurde das Gericht dem Landgericht Bückeburg nachgeordnet. Diese Verordnung wurde 1953 vom Bundesverfassungsgericht für nichtig erklärt. Später wurde diese Zuordnung durch eine gültige Verordnung erneut getroffen.